# Reserva natural nacional de las Siete Islas (Francia)
La Reserva natural nacional de las Siete islas (Sept-Îles en francés) (RNN32) es una reserva natural nacional situada en Bretaña, en el departamento de Costas de Armor. Fue creada en 1976 sobre un área de 320 ha que se extiende sobre las cinco islas principales del archipiélago de las Siete Islas. En 2023, su extensión se amplía a 19 700 ha (197 km2) abarcando una gran zona marítima, así como la isla de Tomé y el archipiélago de Triagoz. Protege importantes colonias de aves marinas, en particular alcatraces, frailecillos atlánticos, pardelas pichonetas y alcas comunes.

## Ubicación

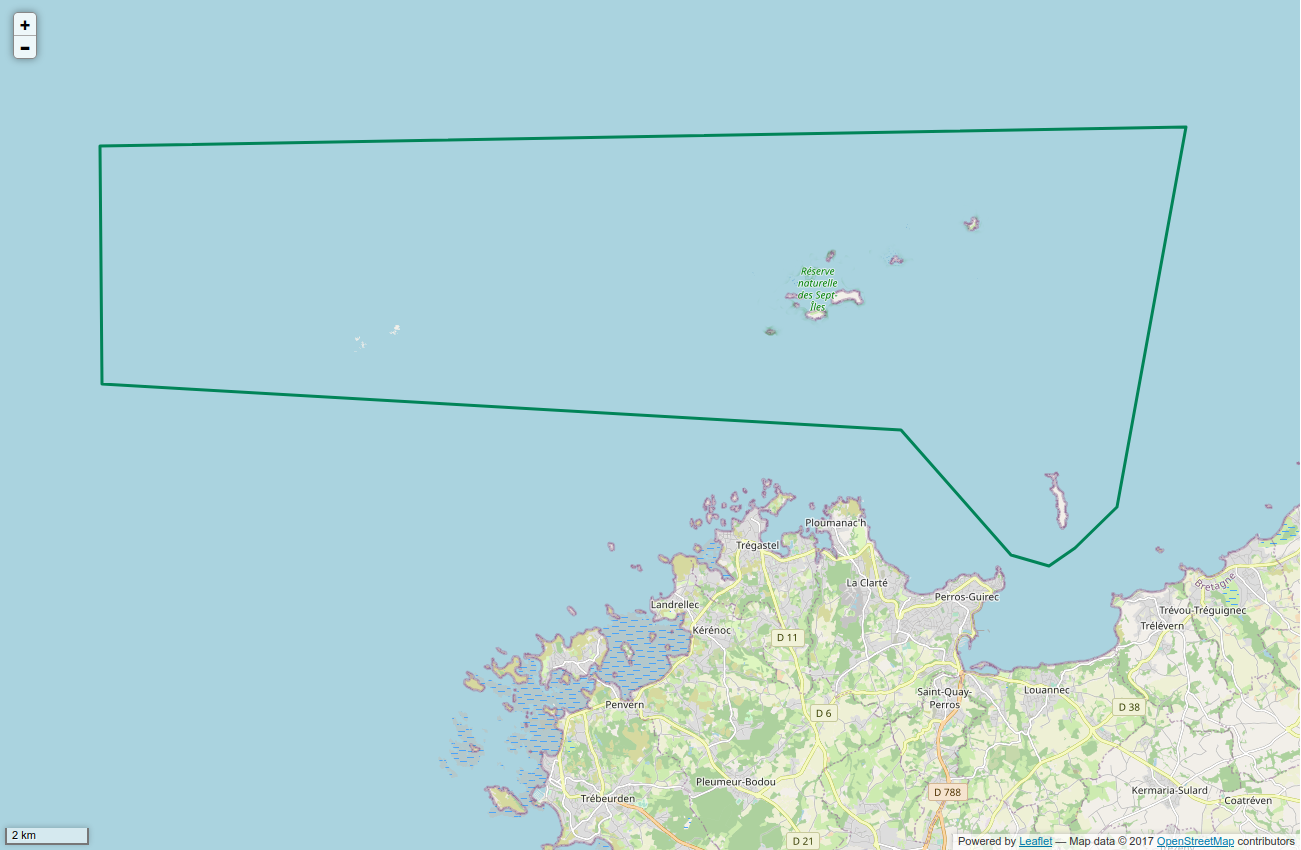
Perímetro de la reserva natural.

La reserva natural de las Siete Islas o de las Sept-Îles se extiende por todo el archipiélago de las Siete Islas, situado frente a la costa de Perros-Guirec en Costas de Armor, Bretaña. Desde julio de 2023 incluye la isla de Tomé y la meseta de Triagoz. Su superficie terrestre es de 71 ha, su área marítima de aproximadamente 19 629 ha, sobre una meseta rocosa de granito. En realidad, está compuesto de seis islas mayores, una treintena de islotes y tres mesetas en el mar.

### Islas

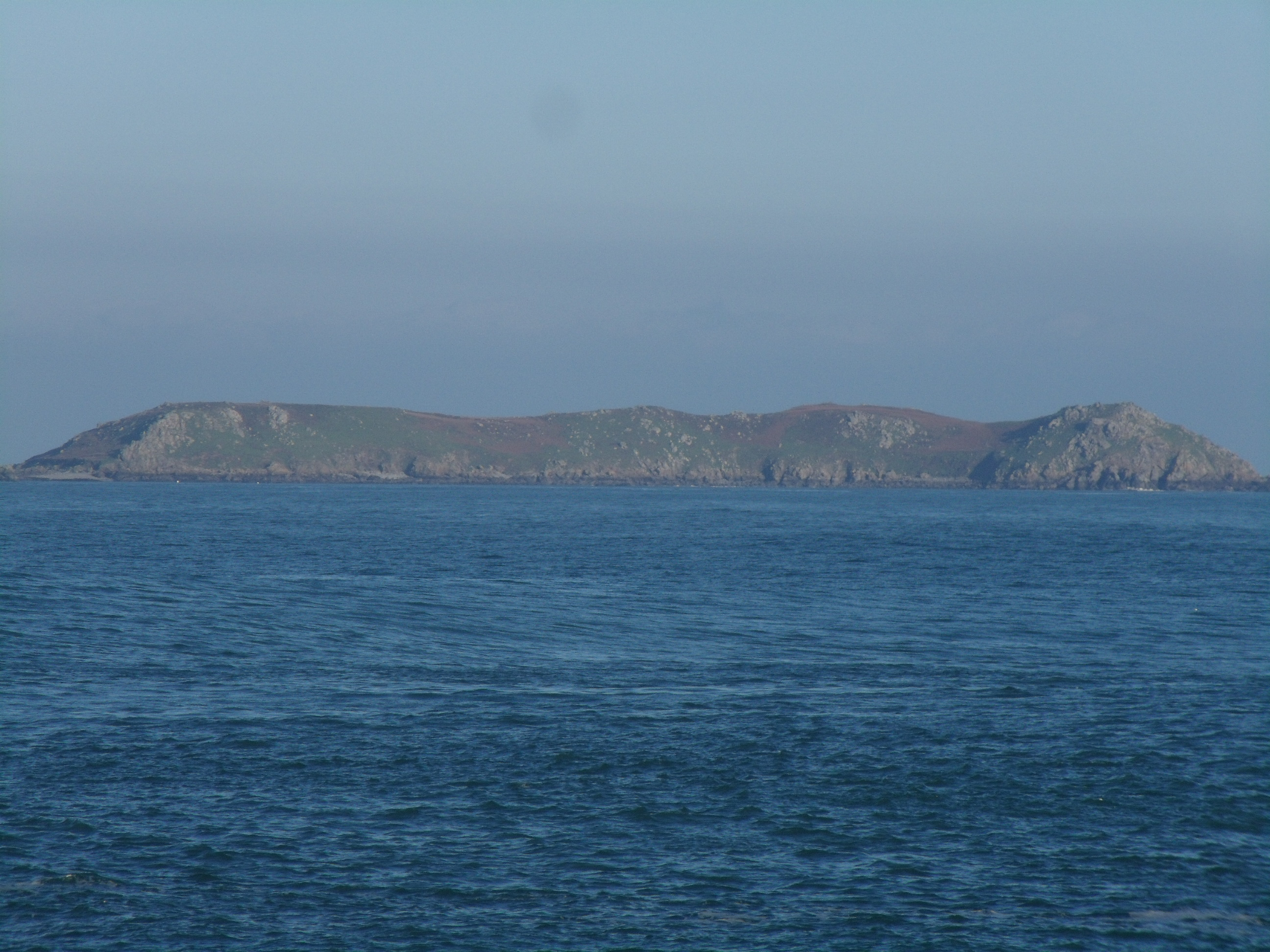
Isla de Bono

- Isla de Bono (21,6 ha). Conocida por su dolmen y una batería y un edificio de la segunda mitad del siglo XIX.
- Isla Plana (5 ha) (Île Plate)
- Isla de los Monjes (9,4 ha). La única abierta al público, posee un fuerte edificado por Siméon Garangeau en tiempos de Luis XV para detener el contrabando. El faro, reconstruido en 1952, tiene 20 m de altura y estuvo habitado hasta 2007, cuando se automatizó.
- Isla Malban (1,2 ha). La más pequeña, virgen.
- Isla Rouzic (3,3 ha). La más oriental, acoge cada año más de 20.000 parejas de alcatraces en su parte norte, único punto de nidificación en Francia, así como la casi totalidad de frailecillos, pardelas pichonetas y alcas comunes.
- El ciervo
- Los Costans
- Isla Tomé, Alcanza los 64 metros de altura.
- Archipiélago de Triagoz. Formado por una docena de islotes. El mayor, Guen Braz, alberga el faro de Triagoz, una torre cuadrada de 29 m de altura.

## Historia del sitio y la reserva

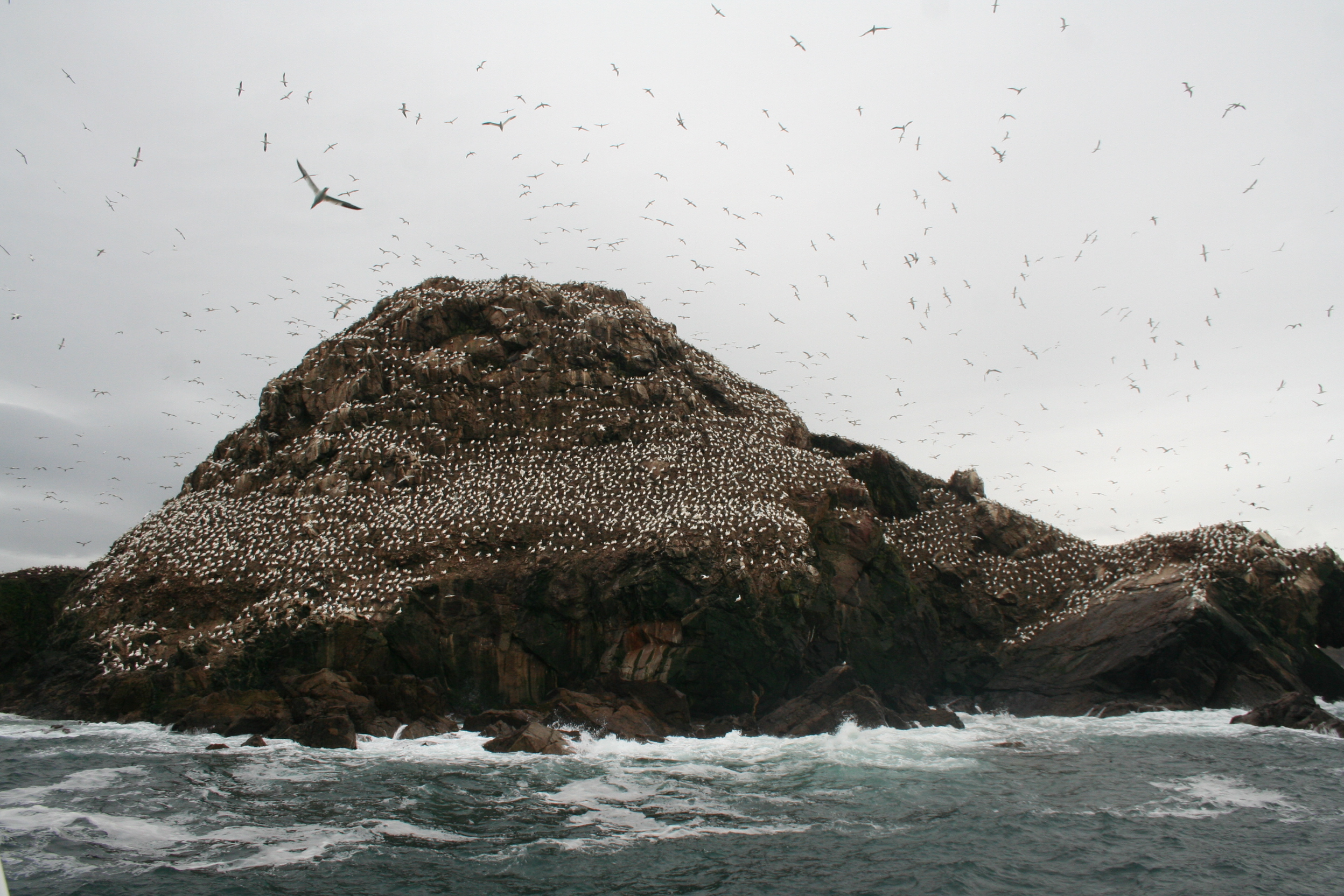
Isla Rouzic.

Como la isla de los Monjes (Île aux Moines) es la única isla del archipiélago que tiene agua dulce permanente, ha estado habitada de forma irregular. Tiene un faro y un fuerte del siglo XVIII.
En 1910, la Compañía de Ferrocarriles del Oeste (Compagnie des chemins de fer de l'Ouest) organizó excursiones de caza cuyo objetivo era disparar a los frailecillos atlánticos que colonizaban las Sept-Îles, para exhibir sus picos como trofeos de caza traídos de estos safaris . En dos años su número pasó de 20.000 a 2000 aves. Un puñado de conservacionistas de la naturaleza lograron prohibir oficialmente la caza de aves en el archipiélago. La primera reserva ornitológica privada fue creada en 1912 bajo el nombre de sitio natural protegido. Está clasificado como reserva natural nacional desde 1976.
En 1939, un primer grupo de alcatraces llegó a establecerse en el archipiélago.
Dada su historia, puede considerarse la reserva natural más antigua de Francia, con vocación zoológica.

## Ecología (biodiversidad, interés ecopaisajístico, etc.)
El sitio es de interés para la ornitología, con 23 000 parejas de aves y 27 especies nidificantes que la convierten en la reserva natural más importante del litoral francés . La isla de Rouzic es el único lugar de anidación en Francia del alcatraz atlántico (21.880 parejas de enero a septiembre), y durante la temporada de cría alberga casi la totalidad de la población francesa del frailecillo atlántico (200 parejas en 2011, que anidan de marzo a julio, la pardela pichoneta (157 parejas en 2010 y el alca común (32 parejas en 2010, de febrero a julio).

### Fauna
Además de las especies mencionadas, también hay otras especies nidificantes como la gaviota argéntea (1406 parejas de diciembre a septiembre ), la gaviota sombría (643 parejas), el cormorán moñudo (373 parejas de diciembre a agosto), el arao común (36 parejas de febrero a julio, el fulmar boreal (85 parejas de diciembre a septiembre), el charrán común (40 parejas), el ostrero euroasiático (75 parejas), la gaviota tridáctila, etc.
También hay una colonia de unas 30 a 200 focas grises sedentarias.

En 2022, una epidemia de gripe aviar azotó la isla y mató al 80 % de los polluelos de alcatraz atlántico.

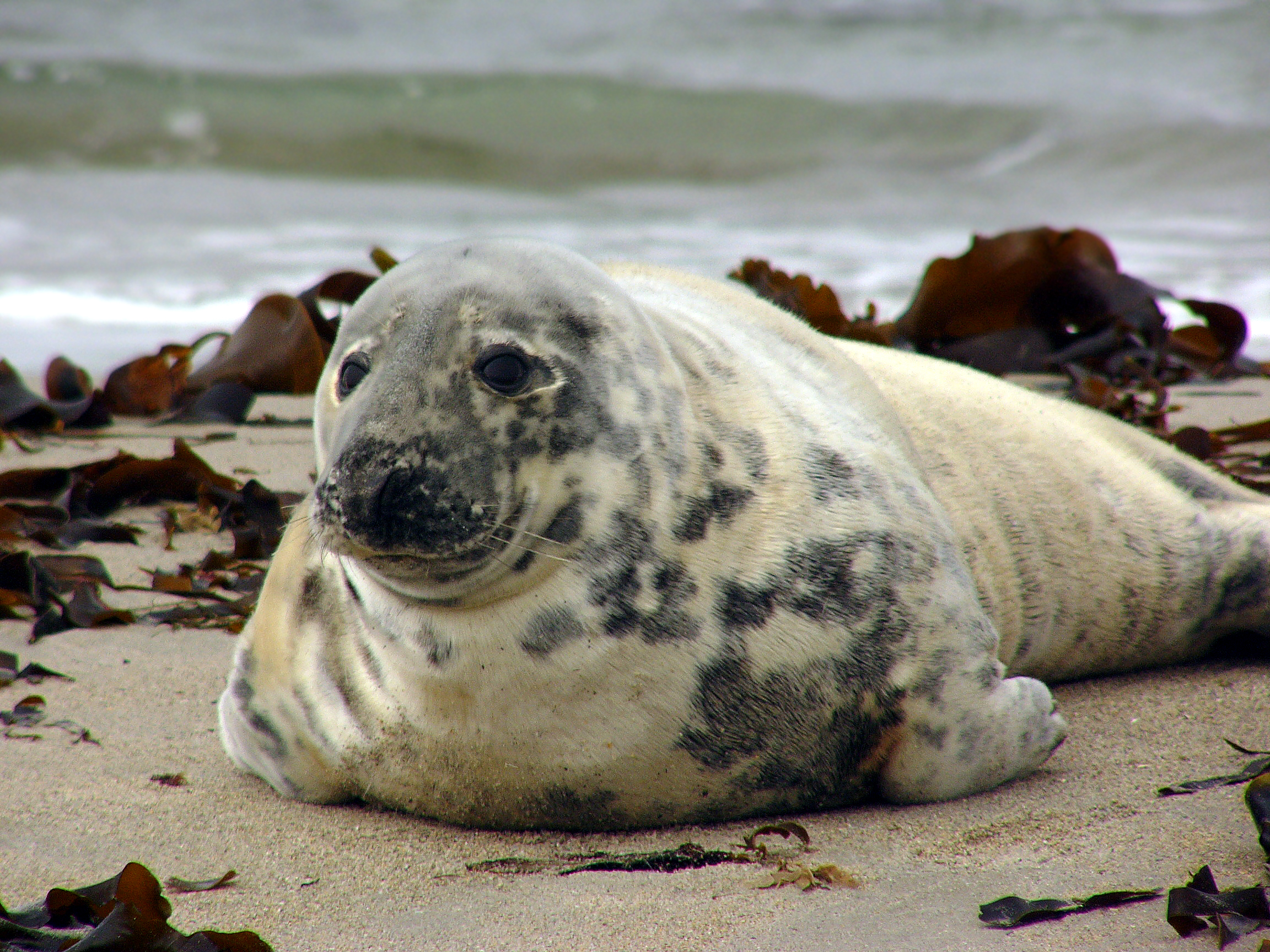
Foca gris .
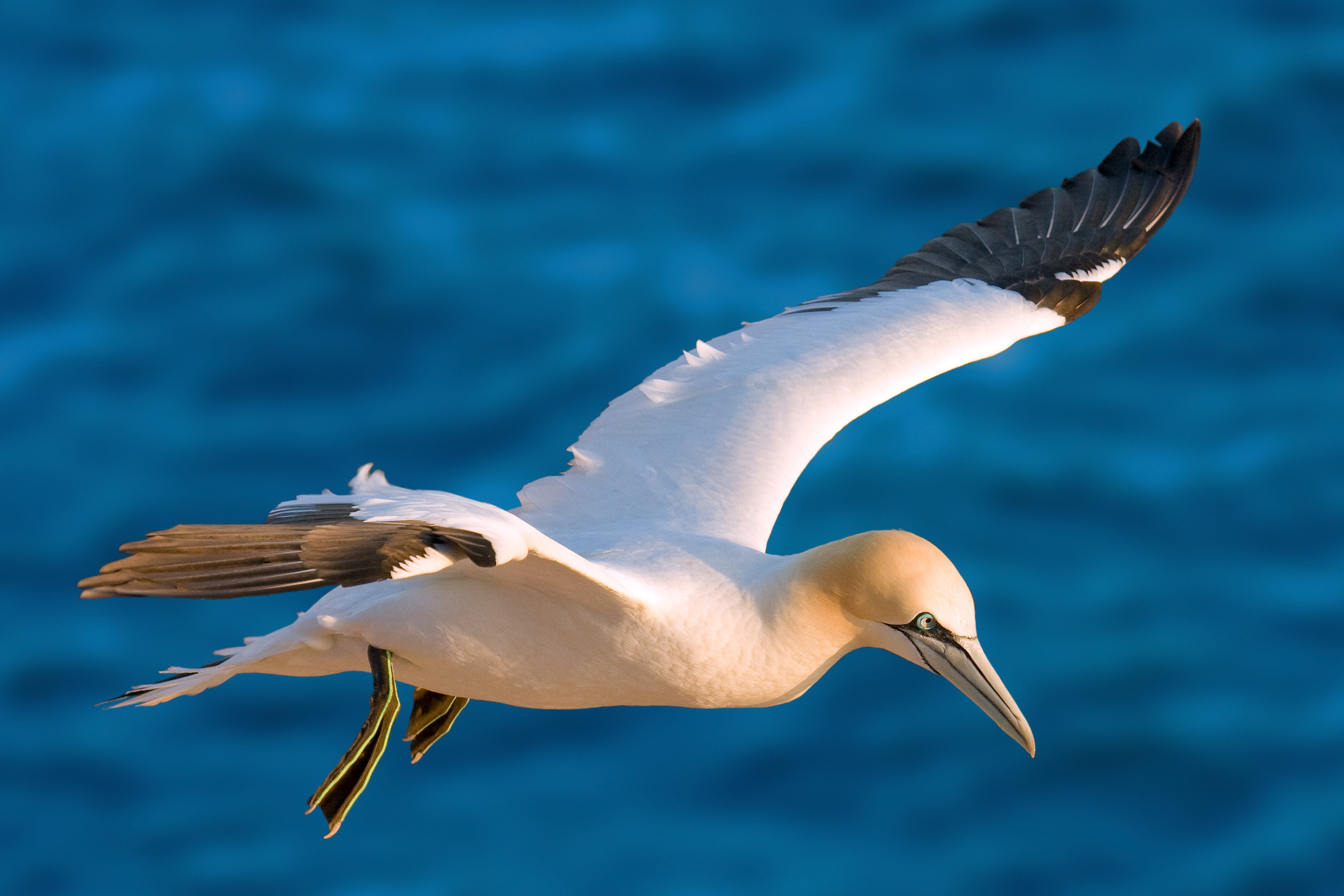
Alcatraz común o atlántico en vuelo.
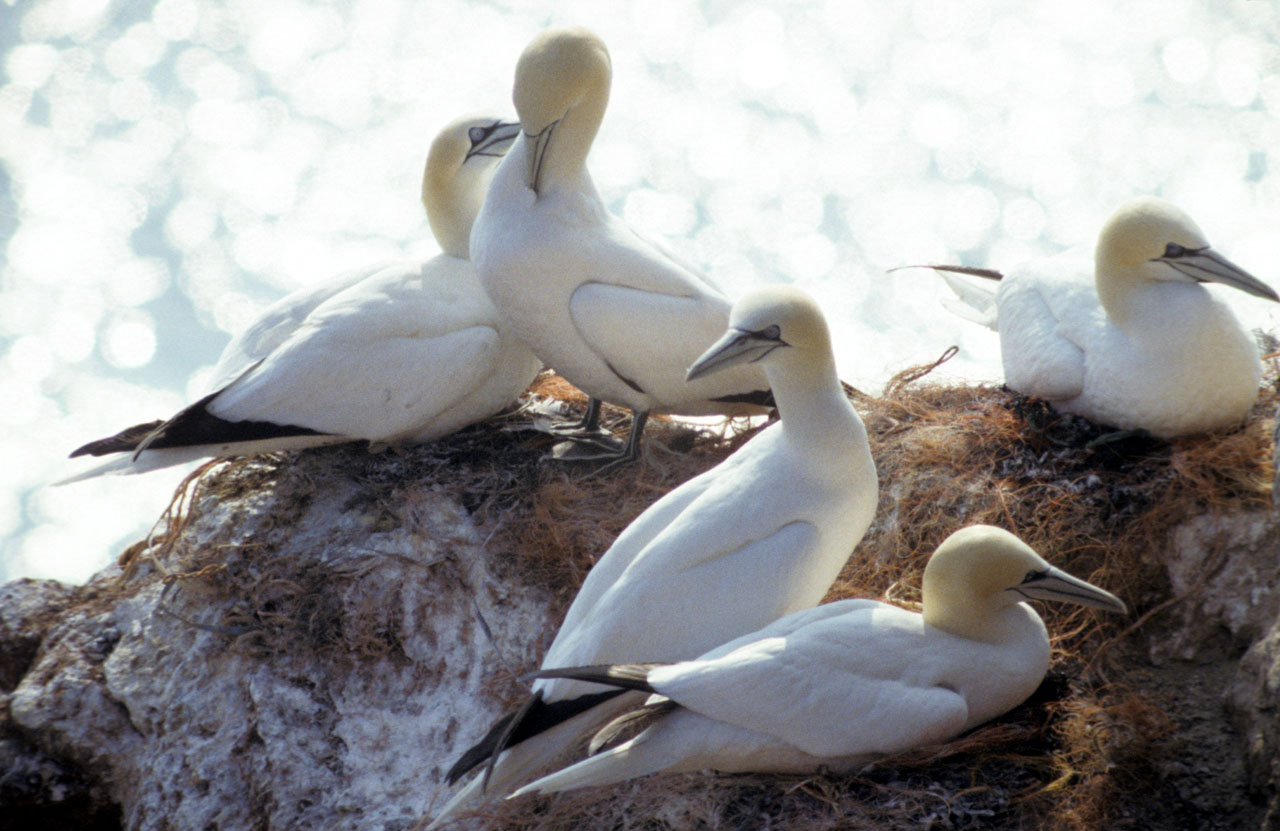
Alcatraces en el nido.
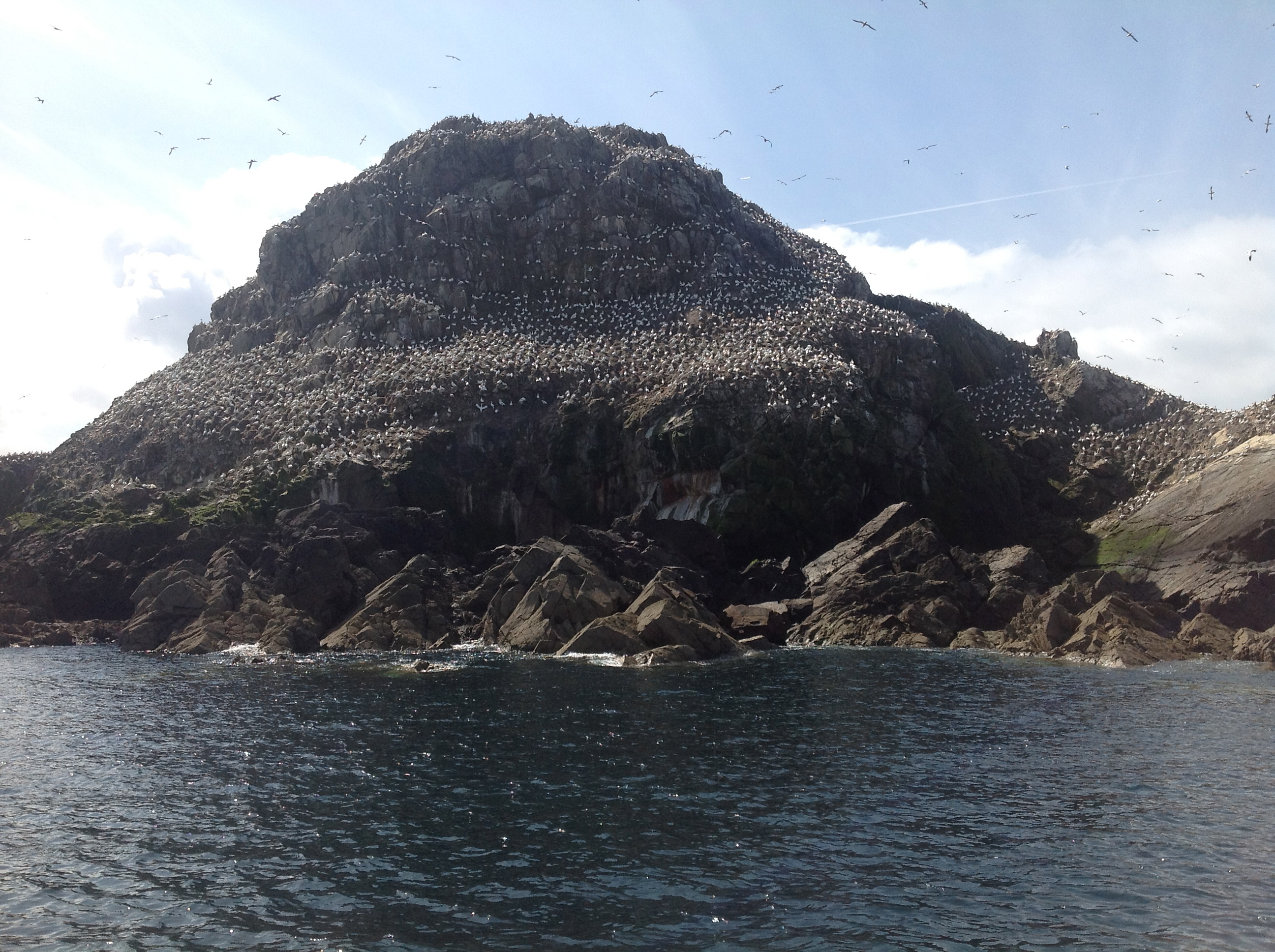
Colonia de alcatraces atlánticos en la isla de Rouzic, a finales del verano.
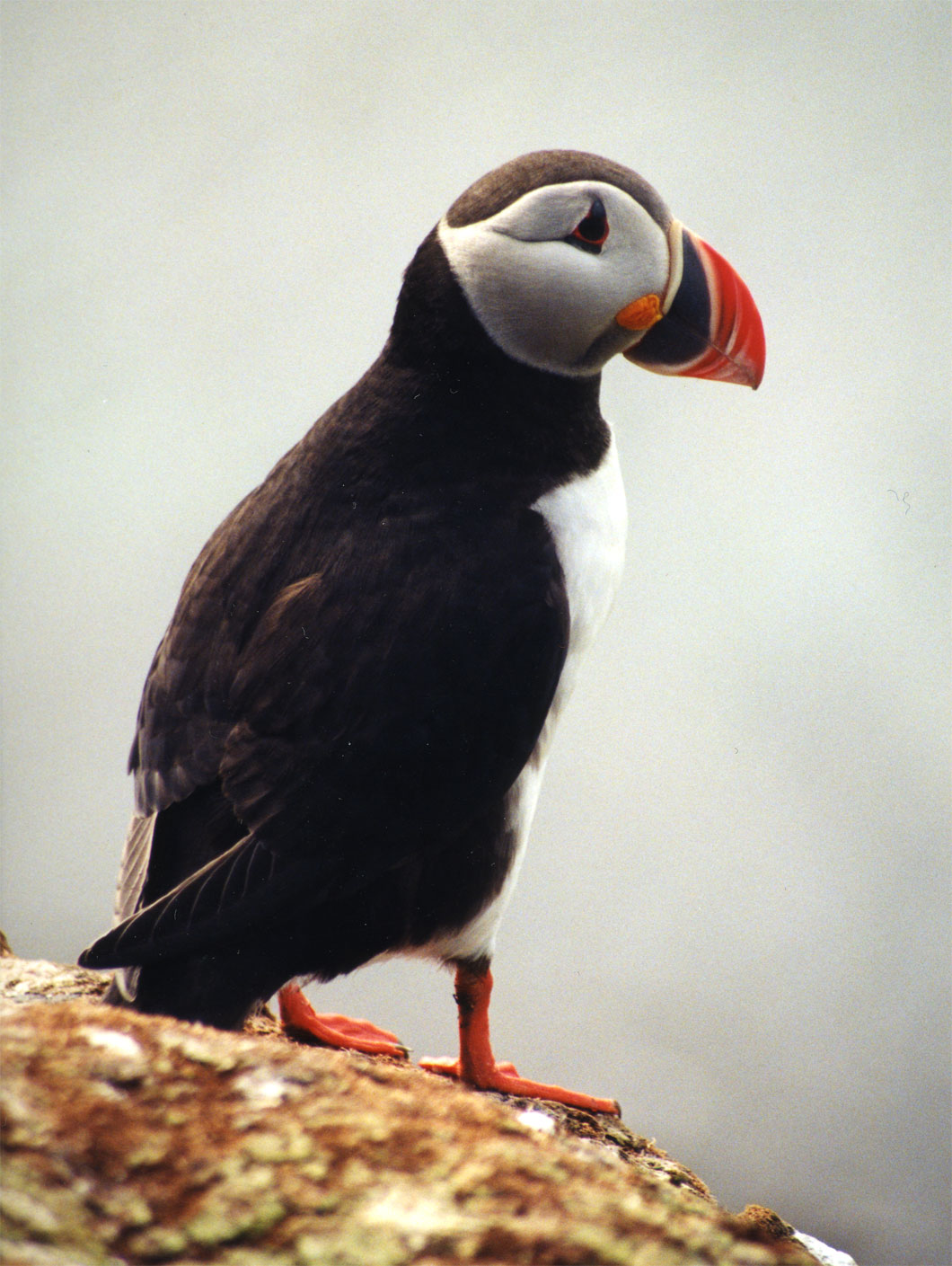
Frailecillo atlántico.
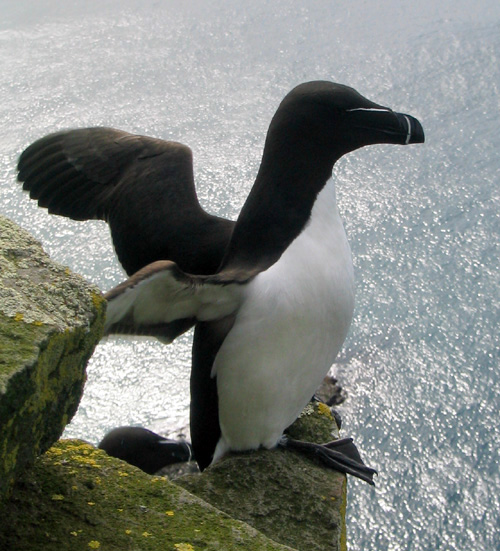
Alca común.
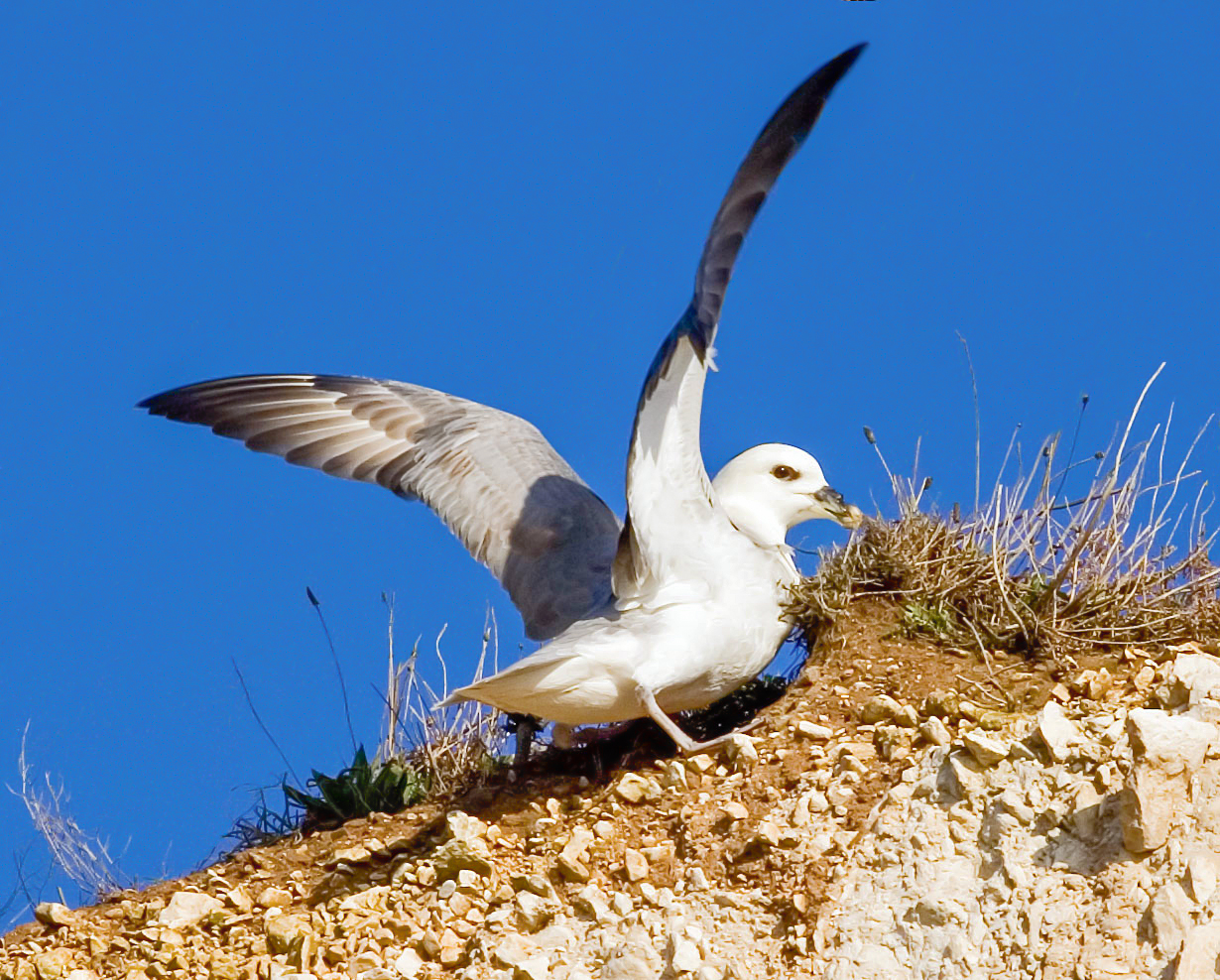
Fulmar boreal.
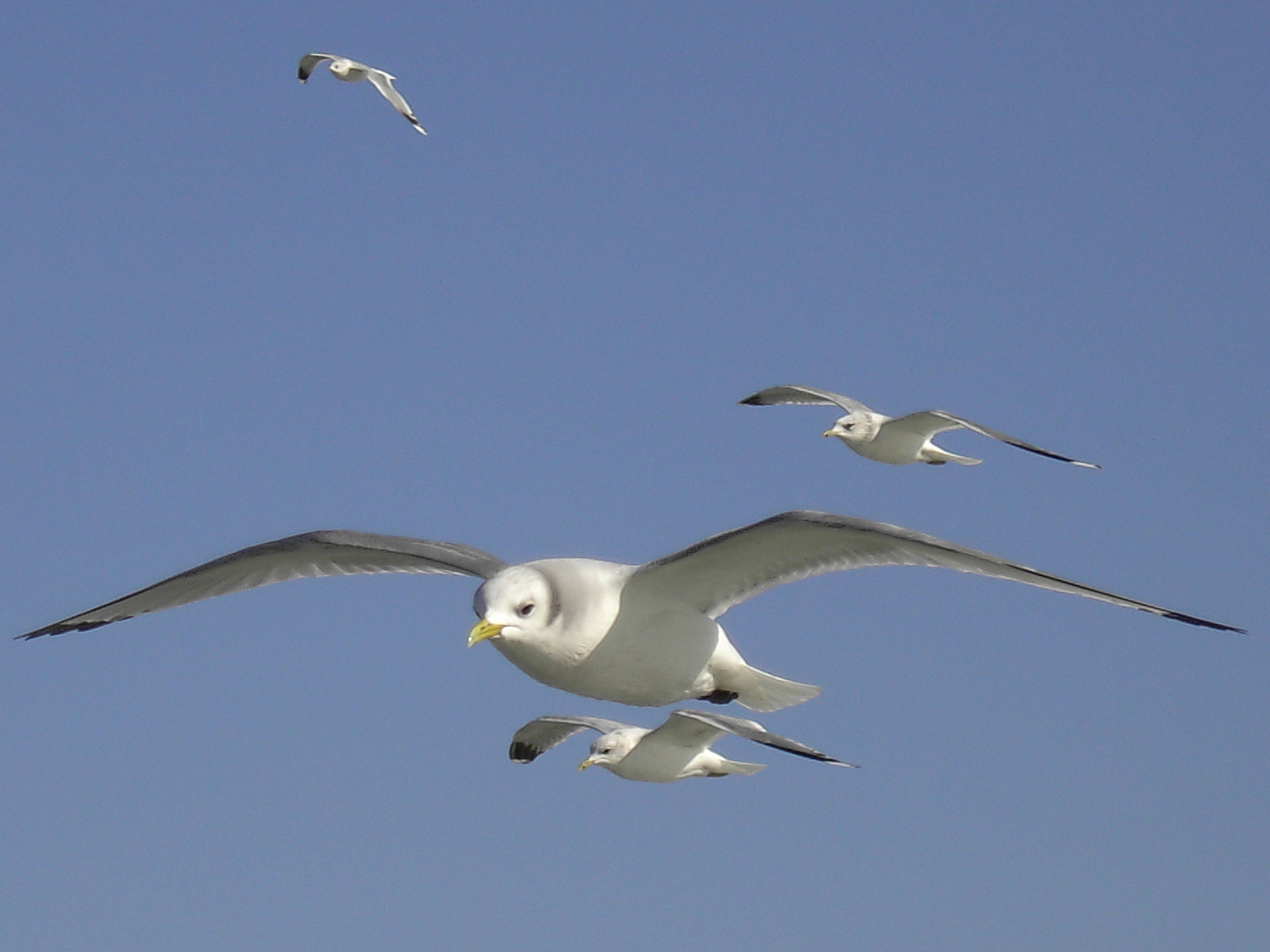
Gaviota tridáctila en vuelo.
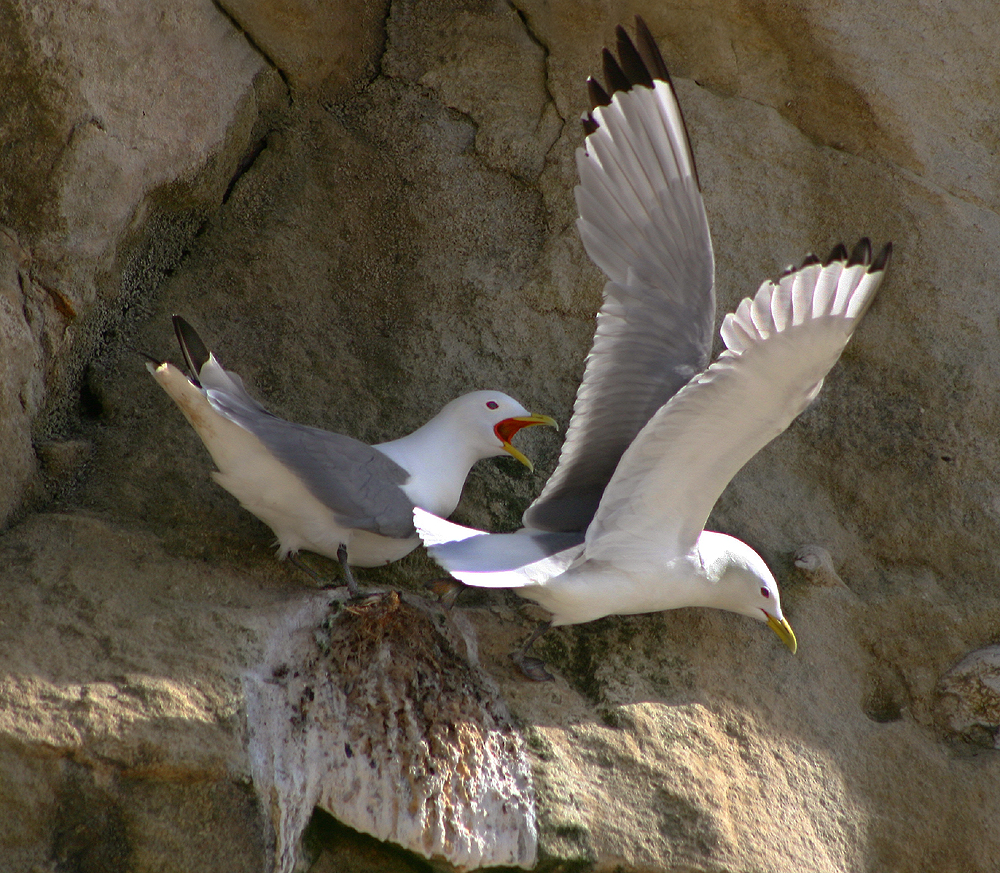
Gaviota tridáctila en el nido.
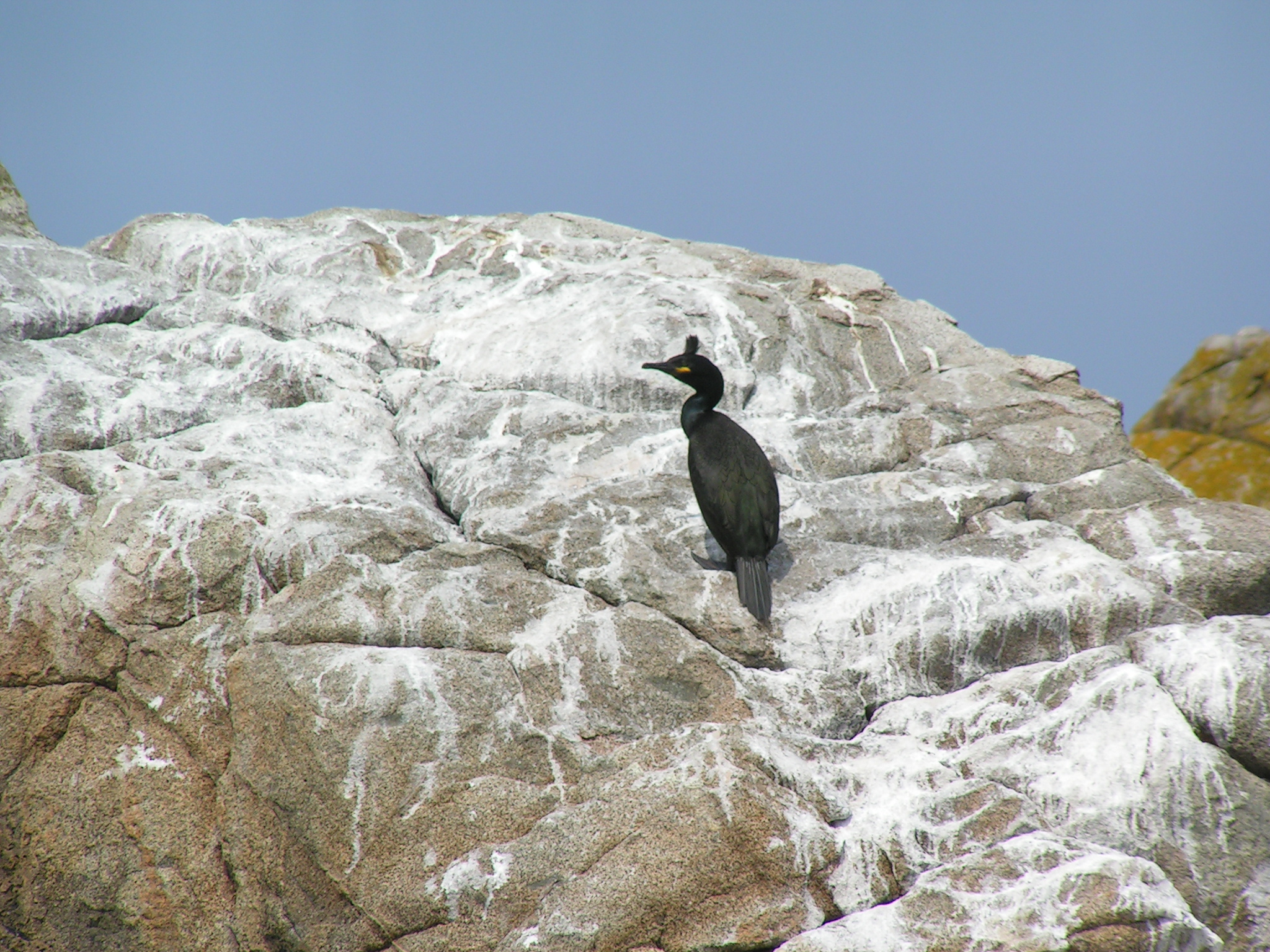
Cormorán moñudo europeo.
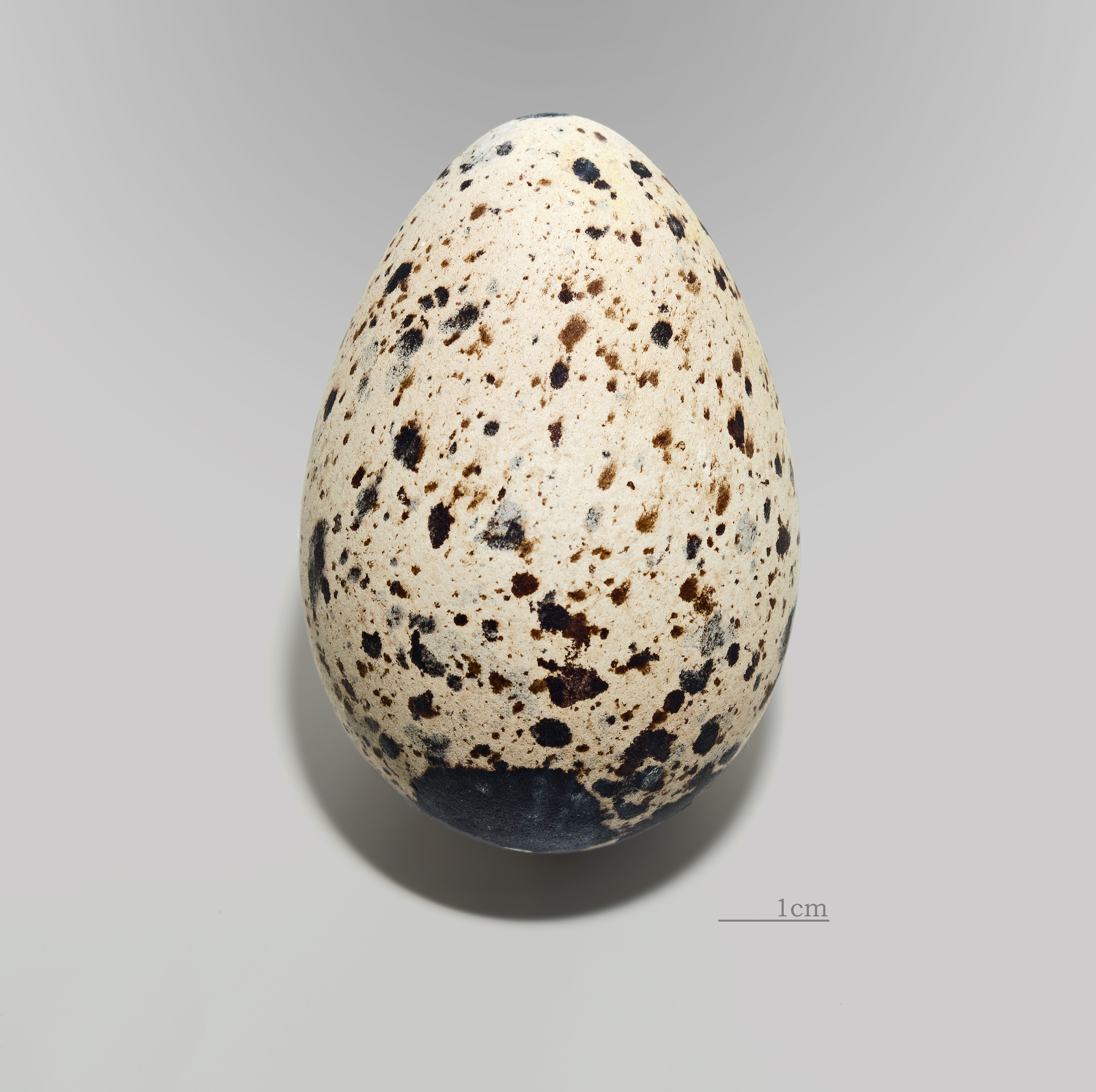
Huevo de alca común.
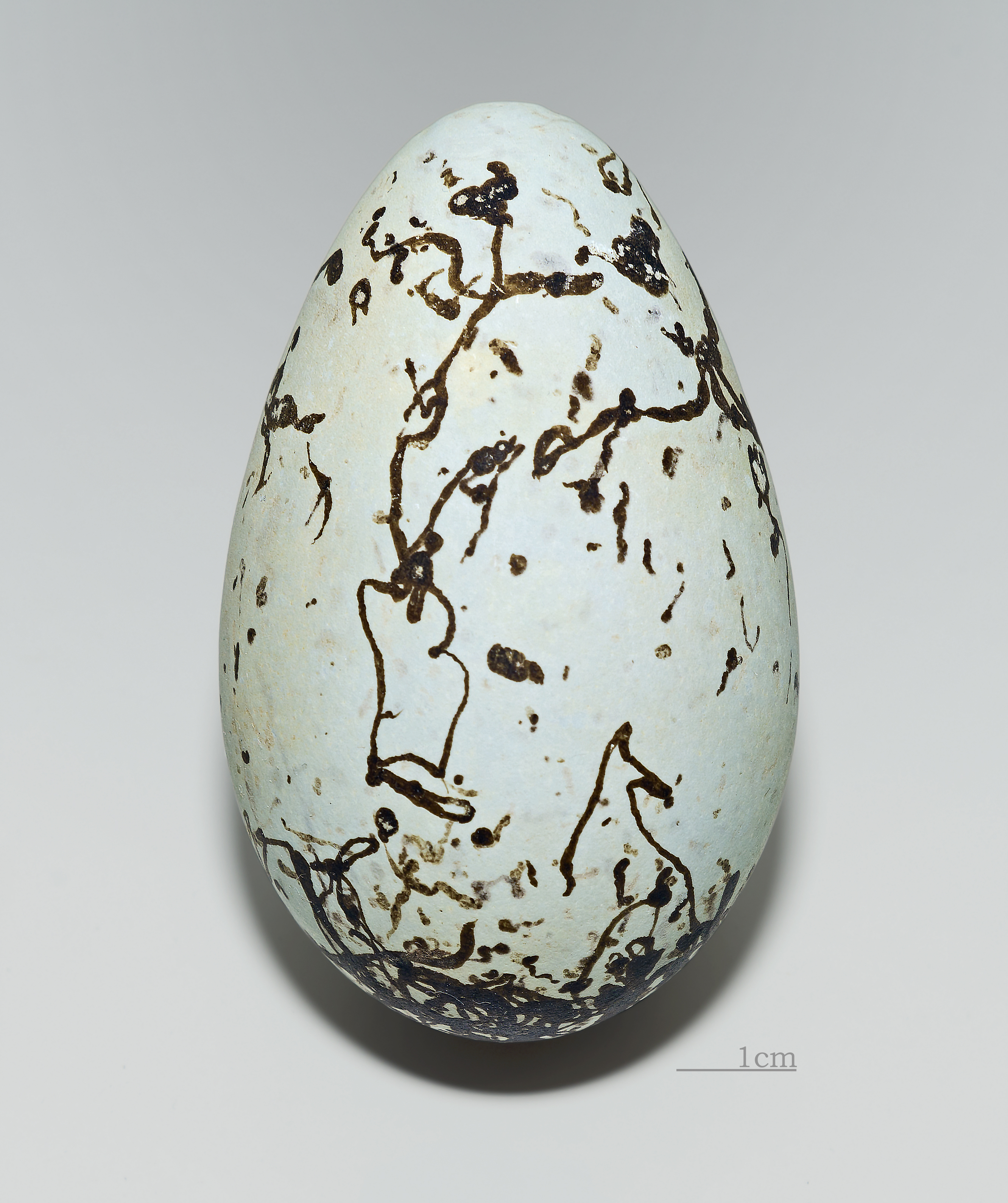
Huevo de arao común.

## Interés turístico y educativo
El archipiélago de Sept-Îles es accesible todo el año, saliendo de Perros-Guirec. La Liga para la Protección de las Aves, la empresa Armor Navigation y la embarcación Sant C'hireg ofrecen diversas excursiones por el archipiélago.
En la isla principal hay cuatro edificios: el faro, el fuerte, el cuartel y el polvorín. 

## Administración, plan de gestión, reglamento

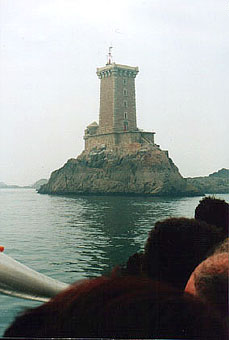
Faro de Triagoz

La reserva natural está administrada desde 1912 por la Liga para la Protección de las Aves (LPO)  con el acuerdo de la Oficina Francesa para la Biodiversidad . La LPO también gestiona la estación ornitológica de Île-Grande (Isla Grande), donde ofrece exposiciones, enlaces de vídeo con la reserva y visitas guiadas en barco desde Perros-Guirec.
El 26 de mayo de 1993, el Conservatorio del Litoral se convirtió en propietario de la isla de los Monjes , principal ubicación de las colonias de aves.

### Herramientas y estatus legal
La reserva natural fue creada por decreto ministerial del 18 de octubre de 1976.
La red Natura 2000 también está presente en este lugar clasificado como Zona de Especial Protección (ZEPA) - (FR5310011) desde septiembre de 1996.

### Ampliación de la reserva
La ampliación de la reserva natural se realizó mediante decreto del 9 de julio de 2023. El área de  la reserva pasó de 280 a 19 700 hectares  para abarcar muchos hábitats naturales sensibles y proteger especies de vida silvestre en peligro de extinción (alcatraces, focas grises, etc.) y flora (maerl (algas), praderas de zostera marina, laminarias, etc.) y crear un "zona tranquila", donde se prohíbe toda actividad humana entre el 11 de abril y el 31 de agosto, en un área de 130 ha para los alcatraces mediante la integración de la isla Tomé y la meseta de Triagoz.
Esta reserva natural marina es actualmente la segunda zona natural marítima de Francia metropolitana en términos de superficie, después del parque natural marino del cabo de Córcega y Agriate.